# Эйн-Геди
Эйн-Ге́ди (ивр. ‎עֵין גֶּדִי — «источник козленка»; в Септ. Ἐνγαδδί, в славянской Библии — Ен-Геди, Енгедди, Енгадди, Ингадди) — библейский город и место сражений, ныне заповедник и национальный парк в Израиле. Находится в Иудейской пустыне, на холме Тель-Горен, в непосредственной близости от ущелья Нахаль-Давид. В 1953 году здесь был основан кибуц, названный в честь ущелья, а в настоящее время здесь ведутся обширные археологические работы.
Упоминается в Библии как город в Иудейской пустыне (Нав. 15:62; Иез. 47:10); первоначальное название местности было Хацецон-Тамар (слав. Хацацон-Фамор; חצצון תמר; в Септ. Άσασονθαμάρ; «ряд пальм», Быт. 14:7, 2Пар. 20:2) — город колена Иудина и местность, в которой царь Кедорлаомер и его союзники разбили аморреев. Флавий говорит, что Эйн-Геди находился в 300 стадиях от Иерусалима. Открывателем развалин и источника на западном берегу Мёртвого моря был Эдвард Робинсон (1838).

## Древняя история
Древний Эйн-Геди существовал предположительно с VII века до н. э., в те времена город был известен выращиваемыми здесь виноградом, инжиром, финиками и вином. Но главную славу и весьма существенный доход городу приносили ценные благовония и знаменитый далеко за пределами этих мест бальзам из бальзамового дерева «афарсемон» или «опобальзамон», секретом производства которого владели местные жители.
На протяжении своей истории город разрушался завоевателями и вновь отстраивался несколько раз. Так продолжалось примерно до VI века, когда древний город был окончательно уничтожен пришедшими на эту территорию кочевыми арабскими племенами.

## Современный Эйн-Геди

### Заповедник
В 1971 году территория, прилегающая к Эйн-Геди, была объявлена заповедником. Охраняемая площадь составляет 14,3 тысячи дунам.
На территории заповедника расположен один из красивейших водопадов Израиля — «Шуламит».

### Кибуц Нахаль-Давид
После того, как в 1948 года район Эйн-Геди стал частью Государства Израиль, здесь был основан кибуц Нахаль-Давид, названный так в честь ущелья неподалёку. Сейчас этот кибуц имеет весьма большое экономическое значение для Израиля: здесь выращивают финики, занимаются цветоводством и птицеводством, производят минеральную воду из местного источника, а также выпускают косметику на основе соли Мёртвого моря.

### Археологические раскопки
Холм Тель-Горен, на котором и располагается Эйн-Геди, является одним из важнейших мест археологических раскопок в Иудейской пустыне. Здесь сохранились развалины уникальной системы водоснабжения древнего города и остатки синагоги римско-византийского периода, в которой обнаружены фрагменты мозаики, в том числе изображение свастики периода начала новой эры. На хорошо сохранившемся мозаичном полу синагоги также обнаружена надпись на арамейском языке. В ней говорится о каре Всевышнего, которая постигнет того, кто разгласит «тайны города». Современные исследователи полагают, что этими «тайнами» мог быть секрет изготовления бальзама. Территория синагоги объявлена в 2002 году национальным парком «Древности Эйн-Геди».

## Галерея

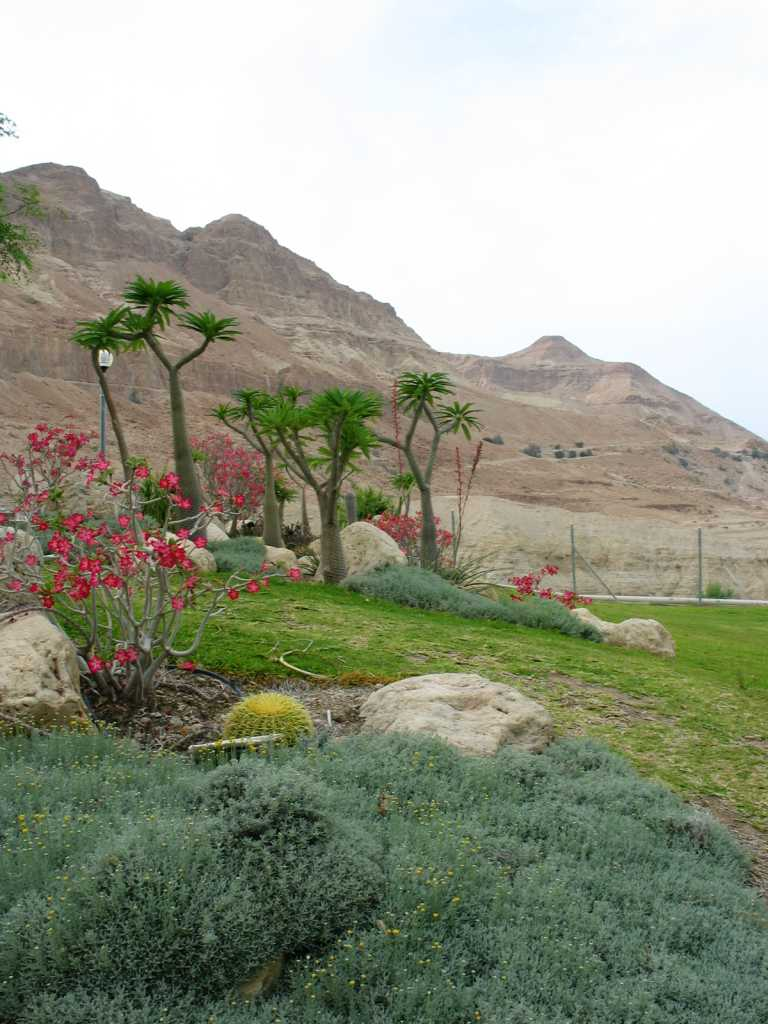